# Małyniwka (rejon czuhujewski)
Małyniwka (ukr. Малинівка) – osiedle typu miejskiego na Ukrainie, w obwodzie charkowskim, w rejonie czuhujewskim. W 2001 liczyło 7725 mieszkańców.